# Rucianka
Rucianka – osada w Polsce położona w województwie warmińsko-mazurskim, w powiecie elbląskim, w gminie Młynary. Wieś jest siedzibą sołectwa Rucianka, w którego skład wchodzi również miejscowość Nowe Sadłuki.
W latach 1975–1998 miejscowość administracyjnie należała do województwa elbląskiego.

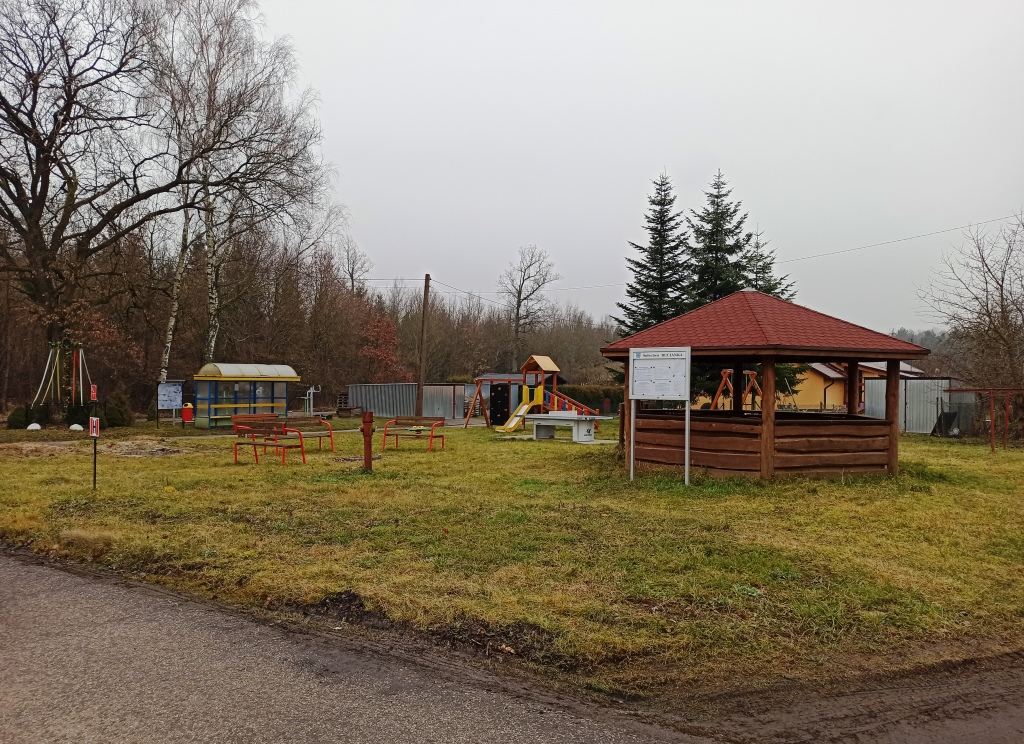
Plac zabaw Ruciance